# Toscaanse Archipel
De Toscaanse Archipel is een Italiaanse eilandengroep in de Tyrreense Zee, gelegen tussen Toscane en Corsica (Frankrijk).
De archipel die behoort tot de Italiaanse regio Toscane bestaat uit zeven bewoonde eilanden, waarvan Elba verreweg het grootste en bekendste is. De overige eilanden liggen in een boog om Elba heen. Van noord naar zuid zijn deze eilanden Gorgona, Capraia, Pianosa, Montecristo, Giglio en Giannutri. De laatste twee horen bij de provincie Grosseto, alle overige bij Livorno. Eveneens tot Grosseto behoren twee onbewoonde eilandjes, de Formiche (mieren) di Grosseto, tussen Giannutri en het vasteland. Verder zijn er nog meerdere onbewoonde eilandjes bij Elba (Corbella, Formiche della Zanca, Gemini, Liscoli, Remaiolo, Ogliera, Ortano, Scoglietto di Portoferraio, Topi en Triglia), bij Giglio (Cappa, Corvo, Le Scole), bij Montecristo (Scoglio d'Affrica) en bij Pianosa (La Scarpa, La Scola). Ten slotte worden ook Argentarola, Cerboli, Formica di Burano, Meloria, Palmaiola, Isolotto di Sparviero en Isolotto di Porto Ercole tot de Toscaanse Archipel gerekend.
Het grootste eiland is Elba waar in 1814 Napoleon Bonaparte een jaar gewoond heeft. De overige eilanden zijn nog relatief ongerept en een groot deel ervan staat als nationaal park Parco Nazionale Arcipelago Toscano onder natuurbescherming. Alle eilanden zijn beheuveld, met uitzondering van het eiland Pianosa (vertaling: vlak(achtig)) dat grotendeels vlak is. Het eiland Pianosa heeft lange tijd een gevangenis geherbergd. Deze is in 1997 gesloten. Nog steeds is het eiland niet vrij toegankelijk.
| Eiland      | km² | Inwoneraantal |
| ----------- | --- | ------------- |
| Capraia     | 19  | 366           |
| Elba        | 224 | 30.000        |
| Giannutri   | 3   | 102           |
| Giglio      | 24  | 1553          |
| Gorgona     | 2   | 220           |
| Montecristo | 13  | 0             |
| Pianosa     | 10  | 0             |
| Totaal:     | 295 | 31.875        |